# الإبادة الجماعية في دارفور
إن الإبادة الجماعية في دارفور هي القتل المنهجي لرجال ونساء وأطفال دارفور الذين وقعوا خلال الصراع الدائر في غرب السودان. أصبحت تعرف باسم الإبادة الجماعية الأولى في القرن الحادي والعشرين. والإبادة الجماعية، والتي يجري تنفيذها ضد قبائل فور، والمساليت والزغاوة، قادت المحكمة الجنائية الدولية (ICC) لتقديم لائحة اتهام عدة لأشخاص منها جرائم ضد الإنسانية، الاغتصاب، الهجير القسري والتعذيب. وبحسب إريك ريفز، فإن أكثر من مليون طفل «قتلوا أو اغتصبوا أو جرحوا أو شردوا أو أصيبوا بصدمات نفسية أو عانوا من فقدان الوالدين والأسر».
تطورت الأزمة والصراع المستمر في إقليم غرب دارفور في السودان من عدة أحداث منفصلة. الأولى حرب أهلية وقعت بين حكومة الخرطوم الوطنية وجماعتين متمردتين في دارفور: حركة العدل والمساواة وجيش تحرير السودان. تم تشكيل الجماعات المتمردة في البداية في فبراير 2003 بسبب «تهميش دارفور السياسي والاقتصادي من قبل الخرطوم». في أبريل 2003، شنت الحكومة هجومًا مضادًا بعدما هاجمت الجماعات المتمردة المطار العسكري واختطفت جنرالًا في القوات الجوية. وأدى ذلك إلى رد من حكومة السودان حيث سلحت قوات الميليشيا للقضاء على التمرد. وأدى ذلك إلى عنف جماعي ضد المواطنين في دارفور.
العامل الثاني هو حرب أهلية وقعت بين المسيحيين والجنوبيين السود والحكومة منذ استقلال السودان عن المملكة المتحدة عام 1956. أدت أعمال العنف التي استمرت حوالي 11 عامًا إلى تشريد أكثر من مليون شخص بسبب الأعمال العدائية، والفرار إلى أماكن أخرى حول السودان أو عبر الحدود إلى تشاد.
استمر الصراع العرقي في دارفور. حيث يعيش في دارفور ستة ملايين نسمة وعشرات القبائل. وتنقسم دارفور إلى قسمين: «أولئك الذين يدعون أصلًا» أفريقيًا «أسودًا ويمارسون الزراعة المستقرة في المقام الأول، وأولئك الذين يدعون أصلًا» عربيًا «وهم في الغالب من الرعاة شبه الرحل».
في عام 2013، قدرت الأمم المتحدة أن ما يصل إلى 300.000 شخصًا قتلوا خلال الإبادة الجماعية، رداً على ذلك زعمت الحكومة السودانية أن عدد الوفيات «ضُخمَ بشكل كبير». وبحلول عام 2015، قُدر عدد القتلى بين 100.000 و 400.000.
استمر العنف حتى عام 2016 حيث زعمت الحكومة استخدام الأسلحة الكيميائية ضد السكان المحليين في دارفور. وأدى ذلك إلى نزوح الملايين بسبب البيئة المعادية. أكثر من 3 ملايين شخص تأثروا بشدة بالنزاع.

## جرائم حرب

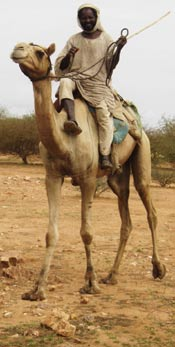
كانت قبائل الجنجاويد العربية لاعباً رئيسياً في النزاع.

ذكرت بي بي سي لأول مرة عن قضية التطهير العرقي في نوفمبر 2003، كما ذكر مدير من الوكالة الأمريكية للتنمية الدولية، أدلى بشهادة أمام الكونغرس، التطهير العرقي و«التطهير السكاني» الذي كان يحدث في دارفور.
في أبريل 2004، صدر تقريرًا عن هيومن رايتس ووتش (HRW) تحدث عن تدمير دارفور: التطهير العرقي من قبل قوات الحكومة والميليشيات في غرب السودان، تقريرا في 77 صفحة التي جمعتها هيومن رايتس ووتش بعد 25 يومًا قضاها في المنطقة. وصرح المدير التنفيذي للفرع الأفريقي لمنظمة هيومن رايتس ووتش، بيتر تاكيرامبودي، بأنه «لا يمكن أن يكون هناك شك في تسبب الحكومة السودانية في جرائم ضد الإنسانية في دارفور». كما يوثق تقرير هيومن رايتس ووتش قتل الجنجاويد للقادة الدينيين المسلمين وتدنيس القرآن وتدمير المساجد.

### الاغتصاب أثناء الإبادة الجماعية في دارفور
ولوحظ استخدام الاغتصاب كأداة للإبادة الجماعية. تم تنفيذ هذه الجريمة من قبل قوات الحكومة السودانية والجنجاويد والجماعات شبه العسكرية.  تم وصف أعمال الجنجاويد على أنها اغتصاب إبادي، ليس فقط مع النساء، ولكن الأطفال أيضًا. كانت هناك أيضا تقارير تفيد بأن الرضع يتعرضون للضرب حتى الموت، وأن التشويه الجنسي للضحايا شائع. 
مع استمرار الصراع، لم يكن من الممكن للمقابلات والناشطين إجراء مسوحات سكانية في دارفور. ومع ذلك، فإن عمليات الاغتصاب المبلغ عنها حدثت في الغالب في القرى غير العربية من قبل الجنجاويد بمساعدة الجيش السوداني.
الإعدادات التي حدثت فيها هذه الهجمات:
1. حاصرت قوات الجنجاويد القرية ثم هاجمت فتيات ونساء غادرن القرية لجمع الحطب أو الماء.[11]
2. ذهبت قوات الجنجويد إما من منزل إلى منزل، فقتلت الأولاد والرجال أثناء اغتصاب الفتيات والنساء، أو قامت باعتقال الجميع، ونقلتهم إلى موقع مركزي، حيث قتلت القوات الفتيان والرجال ثم اغتصبت الفتيات والنساء
3. ذهبت قوات الجنجاويد إلى القرى أو البلدات المجاورة، أو معسكرات النازحين داخليًا، أو عبر الحدود إلى تشاد لاغتصاب النساء والأطفال.

وبحسب تارا جينجيريتش وجنيفر لينينغ، فإن هجمات الاغتصاب كانت تتم في الغالب أمام الآخرين «بمن فيهم الأزواج والآباء والأمهات وأطفال الضحايا، الذين أجبروا على المشاهدة وتم منعهم من التدخل». لقد تم ارتكاب اغتصاب الإبادة الجماعية هذا على نطاق واسع من العمر، يشمل النساء من سن 70 عامًا أو أكثر، والفتيات دون سن 10، والنساء الحوامل بشكل واضح.

## المشاركة الدولية

### العملية المشتركة للاتحاد الأفريقي والأمم المتحدة في دارفور
أطلقت الأمم المتحدة، العملية المشتركة للاتحاد الأفريقي والأمم المتحدة في دارفور (يوناميد) للحفاظ على السلام في دارفور. أنشئت في 31 يوليو 2007 باعتماد قرار مجلس الأمن 1769.إلا أنها بدأت رسميًّا في 31 ديسمبر 2007. يقع مقر البعثة في الفاشر، شمال دارفور. ولها مقرات قطاعية في القطينة (غرب دارفور) ونيالا (جنوب دارفور) وزالنجي (وسط دارفور) والدويم (شرق دارفور). وللبعثة 35 موقعاً منتشرة في جميع أنحاء ولايات دارفور الخمس.
أصدر الاتحاد الأفريقي والأمم المتحدة وثيقة إطارية لجهود حفظ السلام الدبلوماسية والسياسية المكثفة. ويعود قبول السودان للعملية المختلطة للاتحاد الأفريقي في دارفور، للمفاوضات المكثفة التي قام بها الأمين العام بان كي مون والعديد من الجهات الفاعلة في المجتمع الدولي. وبحسب موقع يوناميد على الإنترنت، «يتم تجديد التفويض سنويًا، وتمديد قرار مجلس الأمن رقم 2296 حتى 30 يونيو 2017.»
تواجه بعثة حفظ السلام العديد من التحديات من الأمن إلى القيود اللوجستية. تعمل القوات التي تم نشرها في بيئة سياسية لا ترحم ومعقدة وغالبًا ما تكون معادية. أيضًا، تواجه البعثات العديد من النقص في المعدات والبنية التحتية والنقل وأصول الطيران. وبلغت ميزانية العملية المختلطة للاتحاد الأفريقي والأمم المتحدة في دارفور 1.039.573.2 دولارًا للسنة المالية 2016-2017.
ومع ذلك، مع محدودية الموارد والظروف البيئية، لا تزال القوات قادرة على توفير الحماية للسكان المحليين في دارفور والمساعدة في تقدم عملية المساعدة الإنسانية. تساهم اليوناميد في تعزيز السلام ومعالجة الجذور الحرجة للصراع وتساعد في إنهاء العنف مع مراعاة «قيام البعثة بأكثر من 100 دورية يوميا».
يقوم أفراد حفظ السلام بتيسير التعاون والحفاظ على السلام من خلال:
- حماية المدنيين دون المساس بمسؤولية حكومة السودان.[12]
- تقديم المساعدة الإنسانية من قبل منظومة الأمم المتحدة وغيرها من الجهات الفاعلة في مجال المساعدة وسلامة وأمن العاملين في المجال الإنساني.
- التدخل بين حكومة السودان والحركات غير الموقعة.
- حل صراع المجتمع من خلال تدابير معالجة أسبابه الجذرية.

وقد بلغ قوام البعثة المأذون به 987 25 من حفظة السلام النظاميين في 31 يوليو 2007. وشملت العملية 19.555 جنديًا و 360 مراقبًا عسكريًا وضباط اتصال و 3.772 مستشارًا للشرطة و 2.660 وحدة شرطة مشكلة.

### 2018
على الرغم من استمرار العنف في دارفور، إلا أنه انخفض مستواه وبدأت المنطقة تتجه إلى الاستقرار وبدأت قوات اليوناميد المغادرة حيث كان هناك انخفاض في عدد القوات المنتشرة في المنطقة في دارفور بالسودان.

تقول نائبة الأمين العام للأمم المتحدة أمينة محمد: 
 «لقد استثمرنا 16 مليار دولار في حفظ السلام وحده على مدى السنوات العشر الماضية، بالإضافة إلى التمويل الإنساني والمساعدات الثنائية للتخفيف من معاناة السكان. وقالت إنه مع تعافي المنطقة من الحرب، فقد حان الوقت لتعزيز المكاسب»، مضيفة أن الوقت قد حان«للتقدم والتأكد من أن دارفور تتحرك نحو السلام والازدهار». 

## تفاعلات

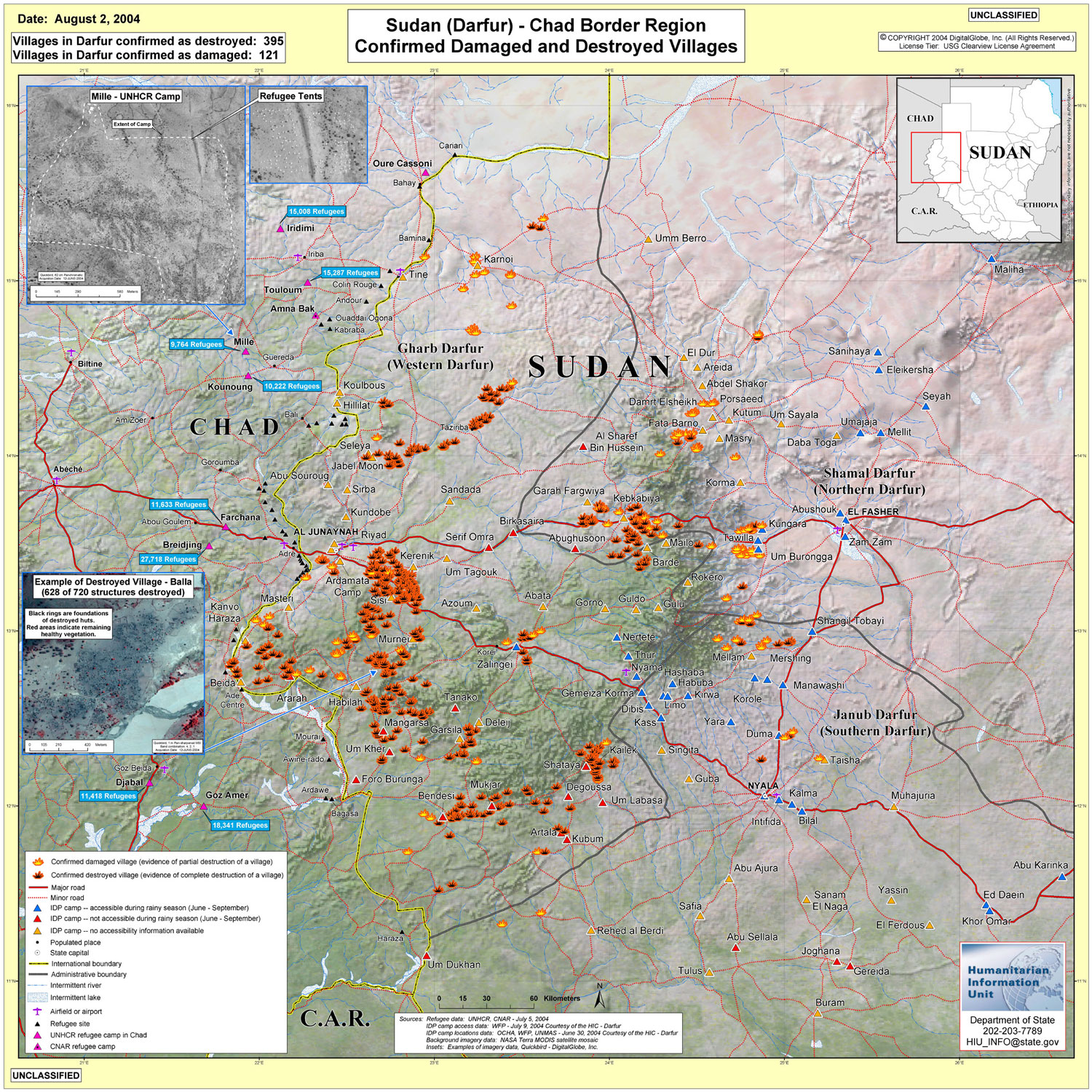
القرى المدمرة (أغسطس 2004)

في عام 2007 تصور الموظف السابق في جوجل، أندريا روبن ماكول، فكرة استخدام الصور عالية الدقة منجوجل إيرث لرسم خريطة لما كان يحدث في دارفور. كان المشروع يحمل عنوان أزمة في دارفور ويديره متحف ذكرى الهولوكوست بالولايات المتحدة بالشراكة مع جوجل إيرث. يتيح البرنامج للمستخدمين تكبير المنطقة، وتمكن المستخدمون من رؤية أكثر من 1600 قرية مدمرة ومتضررة. تصف كتابة مارك تارن في صحيفة الغارديان الصور بأنها «مثيرة» حيث تتميز المنطقة بأيقونات حمراء وصفراء يقول عنها «تنقل بيانيًّا الفوضى التي لحقت بشعب المنطقة».
في عام 2004، أبلغ كولن باول لجنة الدولة للشؤون الخارجية أنه تم ارتكاب إبادة جماعية في دارفور، وأن الحكومة السودانية والجنجاويد مسؤولون، وأن الإبادة الجماعية قد تكون مستمرة. وذكر باول أنه بعد مراجعة الأدلة التي جمعتها وزارة الخارجية ومقارنتها بالمعلومات المتاحة مجانًا في جميع أنحاء المجتمع الدولي، توصل إلى استنتاج مفاده أن الإبادة الجماعية قد تم تنفيذها في دارفور"

في 21 سبتمبر 2004، خلال مؤتمر العلاقات الخارجية بمجلس الشيوخ، أعرب باول عن: 
 «في يوليو، بدأنا تحقيقا محدودا بإرسال فريق لزيارة مخيمات اللاجئين في تشاد للتحدث مع اللاجئين والمشردين. تمكن الفريق... من مقابلة 1136 من 2.2 مليون شخص حسب تقديرات الأمم المتحدة التي تأثرت بهذا الوضع الرهيب». 
 «أشارت تلك المقابلات إلى: ... نمط متسق وواسع النطاق من الفظائع: عمليات القتل والاغتصاب وحرق القرى التي يرتكبها الجنجاويد والقوات الحكومية ضد القرويين غير العرب؛ أفاد ثلاثة أرباع الذين أجريت معهم المقابلات أن القوات العسكرية السودانية متورطة في الهجمات؛ ... [القرى] غالبًا ما تعرضت لهجمات متعددة على مدى فترة طويلة قبل أن يتم تدميرها بالحرق أو القصف، مما يجعل من المستحيل على القرويين العودة إلى قراهم. كان هذا جهدًا منسقًا، وليس مجرد عنف عشوائي». 
 «عندما استعرضنا الأدلة التي جمعها فريقنا، ثم وضعناها بجانب المعلومات الأخرى المتاحة لوزارة الخارجية والمعروفة على نطاق واسع في جميع أنحاء المجتمع الدولي والتي أفادت عنها وسائل الإعلام وغيرها على نطاق واسع، خلصنا، إلى أن الإبادة الجماعية قد ارتُكِبت في دارفور وأن حكومة السودان والجنجاويد تتحملان المسؤولية، وقد تستمر الإبادة الجماعية». 
 واختتم باول بالإعلان عن أنه في قرار مجلس الأمن الدولي المقبل سيتم إجراء تحقيق في جميع انتهاكات القانون الإنساني الدولي وحقوق الإنسان في دارفور بالسودان لضمان المساءلة.
في خطاب ألقاه الرئيس جورج دبليو بوش في 29 مايو 2007، أكد أنه يجب تصنيف الوضع في دارفور على أنه إبادة جماعية. ومضى الرئيس بوش إلى أبعد من ذلك ليقول إن الولايات المتحدة ستتخذ إجراءات ضد حكومة السودان بسبب عدم حدوث تغيير إيجابي في البلاد، على يد الرئيس عمر البشير. وفي نفس الخطاب، فَصّل الرئيس بوش الطريقة التي ستشدد بها وزارة الخزانة الأمريكية العقوبات الاقتصادية على السودان. لن تشدد الولايات المتحدة عقوباتها الاقتصادية فحسب، بل يزعم الرئيس بوش أن وزير الخارجية سيعقد اجتماعات مع المملكة المتحدة وحلفاء آخرين من أجل تنفيذ قرار جديد لمجلس الأمن التابع للأمم المتحدة. وفي نهاية الخطاب، دعا الرئيس بوش الأمم المتحدة والاتحاد الأفريقي وأعضاء آخرين في المجتمع الدولي إلى عدم عرقلة الخطوات التي يتم اتخاذها لإعادة السلام إلى دارفور. كما دعا الرئيس بوش الرئيس البشير إلى وقف الظلم وقتل الأبرياء في دارفور.
وفقا لريبيكا جويس فراي، اتخذ المجتمع الدولي نفس الموقف فيما يتعلق بدارفور كما فعل مع الإبادة الجماعية الرواندية، أي «مراقب خارجي» أو «متفرج». جادل جويس فراي أيضًا بأن البشير، بالإضافة إلى قادة آخرين أدركوا أن عدم تدخل المجتمع الدولي في رواندا يمنحهم الحرية في مواصلة الإبادة الجماعية دون أن يكون لديهم أي مخاوف جدية بشأن التدخل الدولي.
زعم نيكولاس كريستوف، الذي يكتب في صحيفة نيويورك تايمز، أن الصين «تمول الأسلحة وتزودها بالحماية الدبلوماسية وتزودها بأول إبادة جماعية في القرن الحادي والعشرين» في دارفور. 
واعتبرت الصين عاملا مساعدا لمقاومة الرئيس البشير لنشر الأمم المتحدة والاهتمام الدولي. لقد ضغطت الصين على السودان لقبول نشر الأمم المتحدة في دارفور. غير أن الصين زودت الخرطوم بالأسلحة ولديها سلطة الاعتراض بمفردها على قرارات مجلس الأمن التابع للأمم المتحدة. إن الهدف الأساسي للصين ليس تحقيق ممارسات أفضل لحقوق الإنسان بشكل مجرّد ولكن تلبية احتياجات دارفور الأساسية من الغذاء والمأوى والأمن.
في تقرير من 176 صفحة قامت به لجنة التحقيق الدولية حول دارفور إلى الأمين العام للأمم المتحدة، قررت اللجنة أن حكومة السودان لم تعمد اتباع سياسات من شأنها أن تؤدي إلى الإبادة الجماعية. ووجدت اللجنة «أن القوات الحكومية والميليشيات شنت هجمات عشوائية، بما في ذلك قتل المدنيين والتعذيب والاختفاء القسري وتدمير القرى والاغتصاب وأشكال أخرى من العنف الجنسي والنهب والتهجير القسري في جميع أنحاء دارفور». وخلصت اللجنة، مع ذلك، إلى أنه «يبدو أن عنصرًا حاسمًا في نية الإبادة الجماعية مفقود، على الأقل فيما يتعلق بسلطات الحكومة المركزية». تمضي اللجنة لتقول إن جرائم الحرب والجرائم ضد الإنسانية التي وقعت في دارفور لا تقل أهمية عما إذا تم تحديد الوضع على أنه إبادة جماعية.
كان تحالف إنقاذ دارفور، أحد أكبر الحركات الاجتماعية الدولية وكان له آثار كبيرة على رد فعل العالم تجاه دارفور. بعض الإنجازات التي يعزوها لانز إلى تحالف إنقاذ دارفور، الذي أصبح شائعًا للغاية في الولايات المتحدة، كان التغيير في الخطاب الحكومي. يعزو لانز اعتبار كولن باول لأزمة دارفور على أنها إبادة جماعية كأحد أكبر إنجازات الحركة. ومن الإنجازات الأخرى التي أعلنت منظمة إنقاذ دارفور مسؤوليتها عن دورها الحيوي في الضغط على مجلس الأمن التابع للأمم المتحدة لإحالتهم إلى دارفور إلى المحكمة الجنائية الدولية.
في الولايات المتحدة، لفتت حركة إنقاذ دارفور انتباه العديد من المشاهير، أبرزهم: أنجلينا جولي، براد بيت، جورج كلوني، ميا فارو وريتشارد برانسون. سافر فارو إلى دارفور وصور الأطفال وهم يلعبون. كما نشر فارو وبرانسون مقاطع فيديو على موقع يوتيوب، حيث قاما وآخرون بإضراب عن الطعام تضامنًا مع أهالي دارفور. تم اعتبار جورج كلوني واحدًا من أكثر المشاهير تأثيرًا في جلب أزمة دارفور إلى المسرح العالمي. تبرعت أنجلينا جولي وبراد بيت بمبلغ مليون دولار لثلاث جمعيات خيرية تعمل في السودان.

## وقائع المحكمة الجنائية الدولية
في البداية رفضت المحكمة الجنائية الدولية إضافة تهمة الإبادة الجماعية إلى لائحة الاتهام للبشير، ولكن بعد استئناف تم إلغاء هذا القرار. وخلصت الدائرة الابتدائية إلى وجود «أسباب معقولة للاعتقاد بأنه مسؤول عن ثلاث تهم بالإبادة الجماعية».
في 14 يوليو 2009، أصدرت المحكمة الجنائية الدولية لائحة اتهام لرئيس السودان، عمر البشير، بارتكاب جرائم ضد الإنسانية ولتسهيل الأمر بالإبادة الجماعية وأمرها في دارفور. في 12 يوليو / تموز 2010، أصدرت المحكمة الجنائية الدولية لائحة اتهام ثانية لاعتقال البشير بتهمة الإبادة الجماعية، وكانت هذه هي المرة الأولى التي أصدرت فيها المحكمة الجنائية الدولية مذكرة توقيف لجريمة الإبادة الجماعية. بالإضافة إلى البشير، وجهت المحكمة إلى ستة متهمين آخرين، أحمد هارون، علي كشيب، بحر أبو جردة، عبد الله باندا، صالح جربو، عبد الرحيم محمد حسين، ولم يتم احتجاز أي من المتهمين حتى الآن.
ويتابع لويس مورينو أوكامبو، المدعي العام للمحكمة الجنائية الدولية الذي وجهت إليه اتهامات بارتكاب جرائم ضد الإنسانية، في طلبه، تهمة الاغتصاب بالإبادة الجماعية حيث يمكن محاكمة مثل هذه الإجراءات أمام المحكمة الجنائية الدولية باعتبارها جرائم قائمة بذاتها.
في 11 فبراير 2020، وافقت الحكومة السودانية على أن الرئيس السابق عمر البشير سيواجه اتهامات بارتكاب جرائم حرب أمام المحكمة الجنائية الدولية. جاء هذا الالتزام خلال محادثات السلام مع الجماعات المتمردة.

## مخيمات لاجئي دارفور

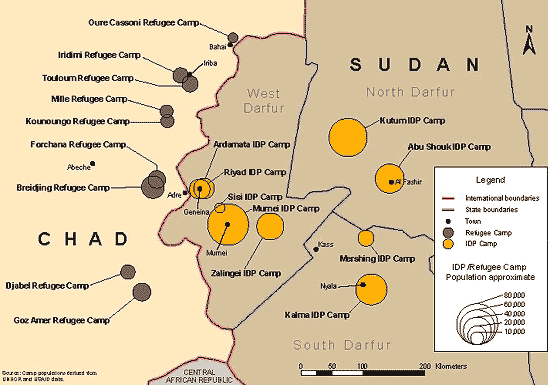
مخيمات لاجئي دارفور

مواطنو دارفور الذين فروا من الإبادة الجماعية في السودان - وما زالوا يفرون اليوم - يستقرون في أحد مخيمات اللاجئين الـ 13 في شرق تشاد. يعاني حوالي 360.000 دارفوري في تلك المخيمات: «لقد تميزت السنوات العشر التي عاشوها في المخيمات بموارد ضيقة، وتهديدات من داخل المخيمات وخارجها، وأكثر من ذلك، لكن الحياة أصبحت أكثر صعوبة بالنسبة للاجئين».
اقترحت مفوضية الأمم المتحدة لشؤون اللاجئين على الأمين العام للأمم المتحدة «تحمل المسؤولية عن الحماية والعودة الطوعية للنازحين داخليًا إلى قراهم الأصلية في غرب دارفور بالشراكة مع وكالات أخرى ...». وافقت الأمم المتحدة على اقتراحهم لتنظيم وخلق بيئة واقية في المخيمات والمجتمعات المضيفة والمستوطنات للنازحين إلى داخل دارفور.
وحدث نقص في التمويل أثر على زيادة عدد اللاجئين والمشردين داخليا، وبالتالي البيئة ونقص الظروف المعيشية الاستثنائية ليست قادرة على استيعاب مجتمع اللاجئين.
حتى عام 2018، عادت مجموعة من اللاجئين الموجودين في تشاد منذ 2003-2004 إلى شمال دارفور. وهم أول الآلاف الذين عادوا طواعية إلى دارفور. يحصل اللاجئون على وسائل النقل والطرود التي تشمل حصص غذائية لمدة ثلاثة أشهر مقدمة من برنامج الغذاء العالمي.

## الإعلام والثقافة الشعبية

### أفلام
يركز الفيلم الوثائقي جاء الشيطان على ظهور الخيل (2007) على عنف ومأساة الإبادة الجماعية التي تحدث في دارفور. تُرى القصة من خلال عيون أمريكي يعود إلى المنزل لنشر القصة على العامة باستخدام صور وقصص الحياة المدمرة بشكل منهجي.
في عام 2009، أصدر المخرج والمنتج ياو بول فيلمًا بعنوان دارفور. تتمحور القصة حول زيارة الصحفيين الأمريكيين للسودان لمقابلة السكان المحليين حول الصراع المستمر. حيث يواجهون الفظائع التي تسبب فيها الجنجاويد ويبذلون قصارى جهدهم لوقف القتل ومساعدة القرويين الذين يواجهون الإبادة الجماعية.
المخرج تيد براون يدرس الإبادة الجماعية في دارفور، السودان. جنبا إلى جنب مع دون شيدل، من خلال فيلم دارفور الآن (2007) وهو دعوة للعمل من أجل الناس في جميع أنحاء العالم لمساعدة الأزمة الجارية في دارفور.
الرمال والحزن: فيلم وثائقي جديد عن دارفور (2007) هو فيلم وثائقي عن الصراع الدائر في دارفور. تُظهر مقابلات ولقطات للناشط الحقوقي جون برندرغاست، وأستاذ جامعة هارفارد سامانثا باور وكاتب العمود في صحيفة نيويورك تايمز نيكولاس كريستوف، أصل النزاع وما بعده بين القبائل العربية وغير العربية في منطقة دارفور.